# OpenAL
OpenAL (англ. Open Audio Library) — кроссплатформенный интерфейс программирования приложений (API) для работы с аудиоданными. Ключевой особенностью является работа со звуком в 3D-пространстве и использование эффектов EAX. Поддерживается компанией Creative.

## История
OpenAL создан фирмой Loki Software как инструмент для их бизнеса — портирование игр с Microsoft Windows на GNU/Linux. После закрытия компании проект некоторое время разрабатывался сообществом свободного ПО — оно добавило функциональность звукового чипсета, встроенного в NVIDIA nForce. Сегодня проект размещён на сервере компании Creative Technology, и по большей части разрабатывается ей.
После выхода спецификации версии 1.1 оригинальная реализация OpenAL была закрыта, вместо неё предлагается использовать проприетарную реализацию, развиваемую компанией Creative. В ответ на это сообщество свободного ПО создало собственную реализацию, основанную на сохранившихся исходных кодах исходной реализации.
Хотя хартия OpenAL гласит, что у проекта должен быть «Наблюдательный совет за архитектурой» (ARB), аналогичный проекту OpenGL ARB, до сих пор ни одна организация не взяла на себя обязанность сформировать стандарт технических спецификаций OpenAL. Спецификации OpenAL существуют в черновом варианте, обсуждаются разработчиками по электронной почте и в общедоступных списках рассылки.

## Структура и функциональность
Основные функции библиотеки OpenAL — исходные объекты, аудиобуферы, и единственный слушатель. Исходные объекты включают в себя указатель на буфер, скорость, позицию, направление и интенсивность звука. Слушатель содержит скорость, позицию, направление и общее усиление звука в целом. Буферы содержат аудиоданные в формате PCM в 8-ми либо 16-битном варианте, а также в моно или стерео. Функция рендеринга звука производит необходимые вычисления, такие как определение расстояния, эффекта Доплера, и так далее.
Для конечного пользователя результат обработки этих компонентов OpenAL даёт совершенно естественное звучание при перемещении персонажей в трёхмерном виртуальном мире. А программист может легко задействовать OpenAL в своей готовой трёхмерной OpenGL-программе.
В отличие от спецификаций OpenGL, спецификации OpenAL включают в себя два API: ядро, включающее в себя вызовы функций OpenAL, и ALC (Audio Library Context) — API, используемый для управления контекстом рендеринга, контролем использования ресурсов и задействования блокировок в многопоточных вычислениях. Также существует ALUT — библиотека, предоставляющая функции высокого уровня для упрощения написания программы, она аналогична библиотеке GLUT у OpenGL.
OpenAL расширяем: программисты, либо компании, не входящие в число разработчиков OpenAL, могут добавлять в него свои расширения. Например, для того чтобы «научить» библиотеку задействовать функции своих устройств с закрытыми спецификациями. Расширения могут быть повышены до уровня ARB, то есть войти в спецификации OpenAL в её новой версии.
Для расширенной обработки цифрового сигнала или аппаратного ускорения звука могут быть задействованы EFX (Effects Extension) или EAX.

## Реализации
OpenAL SIOpenAL Sample Implementation — исходная реализация с открытым исходным кодом (лицензия BSD), в настоящий момент не поставляется.
Creative OpenALCreative OpenAL — реализация от компании Creative, пришедшая на смену OpenAL SI.
OpenAL SoftOpenAL Soft — реализация с открытым исходным кодом (лицензия LGPL), поддерживаемая независимой группой разработчиков. Основана на OpenAL SI.

## Приложения
Игры:
- Armed Assault от компании Bohemia Interactive Studio.
- На движках id Tech версий 3 и 4: Doom 3, Enemy Territory: Quake Wars, Jedi Knight: Jedi Academy, Jedi Knight 2, Prey, Quake 4 и Wolfenstein.
- На движке Unreal Engine: America's Army, Postal 2, Unreal 2, Unreal Tournament 2003, Unreal Tournament 2004 и Unreal Tournament 3.
- Battlefield 2, Battlefield 2142, Colin McRae: DiRT, Colin McRae: Dirt 2, F1 2010, Freedom Fighters, Hitman, Homefront, Hotline Miami, Penumbra: Black Plague, Psychonauts, Race Driver: GRID, Sacred 2, S.T.A.L.K.E.R и Wurm Online.
- Различное бесплатное программное обеспечение и игры с открытым исходным кодом. Например, FlightGear, Osmos, SuperTuxKart, Warsow и Warzone 2100.

Другие приложения:
- Blender — инструмент трёхмерного моделирования и отрисовки, использующий OpenAL во встроенном игровом движке.
- Unity — трёхмерный игровой движок и среда разработки.
- Медиапроигрыватели SMPlayer, UMPlayer и другие оболочки, такие, например, как MPlayer.